# Hans Josef Horchem
Hans Josef Horchem (* 26. August 1927 in Erp; † 3. August 2004 in Mechernich) war ein deutscher Jurist, Präsident des Verfassungsschutzes Hamburg und Terrorismusexperte.
Horchem stammte aus einer katholischen Familie in Mechernich in der Eifel. 1943 wurde er zur Heimatflak eingezogen, in den letzten Kriegsjahren kam er noch zur Wehrmacht. Von 1955 bis 1957 war Horchem Richter in Aachen. In den sechziger Jahren war er Abteilungsleiter im Kölner Bundesamt für Verfassungsschutz und handelte in dieser Zeit den Freikauf eines Gewerkschafters aus DDR-Haft aus. Von 1969 bis 1981 war er Leiter des Landesamtes für Verfassungsschutz in Hamburg und widmete sich vor allem der Bekämpfung des Terrorismus der Rote Armee Fraktion. Während seiner Leitung konnten in Hamburg elf RAF-Terroristen verhaftet werden. 1977 lieh der Hamburger Senat Horchem für vier Monate an Spanien aus, um die dortige Polizei gegen die baskische Terrororganisation ETA zu beraten. Horchem war Mitherausgeber des Periodikums Terrorism.
Der Sozialdemokrat Horchem war ein ständiger Warner seiner Partei, bei der Entspannungspolitik die Gefahren des orthodoxen Kommunismus zu unterschätzen. Nach seiner vorzeitigen Pensionierung leitete er von 1986 bis 1992 gemeinsam mit Rolf Tophoven das Institut für Terrorismusforschung in Bonn und war Präsident der Groupe de recherche et d'information sur la paix et la sécurité (GRIP).

## Werke
- Extremisten in einer selbstbewussten Demokratie. 1974
- Die verlorene Revolution. 1988
- Der Verfall der RAF und die Entwicklung neuer Gewaltmechanismen. 1989[4]
- Auch Spione werden pensioniert. Mittler, Herford 1993, ISBN 3-8132-0410-3.
- Kinder im Krieg – Kindheit und Jugend im Dritten Reich. Mittler, Hamburg u. a. 2000, ISBN 3-8132-0716-1.